# برونو جيورجي (رسام)
برونو جيورجي (بالبرتغالية: Bruno Giorgi‏) هو نحات ورسام برازيلي، ولد في 13 أغسطس 1905 في Mococa ‏ في البرازيل، وتوفي في 7 سبتمبر 1993 في ريو دي جانيرو في البرازيل.